# Диаухи
Диаухи (ассир. Daiaeni, греч. Τάοχοι /Taochoi/, груз. დიაოხი /diaokhi/, урарт. Diauehi) — племенной союз, распологавшийся на северо-востоке Малой Азии, который был описан в ассирийских и урартских источниках во времена железного века. Хотя неизвестно на каком языке говорили жители региона,  они могли быть носителями картвельского (грузинского) языка, граничило с Колхидой и Урарту.

## Расположение
Точные географические границы Диаухи до сих пор неясны, вероятнее всего, ядро земель региона могло простираться от верховьев Евфрата в долины бассейна реки Чорух. Урартские источники говорят о трёх ключевых городах Диаухи — Зуа (как столица), Уту и Сасилу.
Уту, вероятно, является современным Олту, в то время как Сасилу иногда связывают с раннесредневековым грузинским топонимом Сасире, около Тортоми (совр. Тортум в Турции). Диаухийский город Шешетина, скорее всего, соответствует современному городу Шавшат, расположенному в Турции на границе с Грузией.

## Название
Наименование страны Диаухи упоминается в урартских клинописных текстах в VIII веках до н. э.
В ассирийских надписях XII — IX веков до н. э., предположительно, на территории Диаухи упоминается Дайаэни (Дайани), которая являлась одной из самых сильных стран конфедерации Наири. Однако идентификация Диаухи и Дайаэни оспаривается, так как местонахождение последней могло быть на территории между древней областью Цопк и озером Ван.
Наименование страны нашло отражение в названии независимого племени Τάοχοι (таохи) в Армении, о чём упоминает древнегреческий историк Ксенофонт в своем труде «Анабасис» (V век до н. э.). Данное название сохранило раннюю форму множественного числа в древнеармянском языке для этнонима tayok‘. Позже эта область была известна как Тайк (в древнеармянских источниках) и Тао (в грузинских источниках).

## Население
Несмотря на многочисленные научные исследования вопрос о населении Диаухи остаётся открытым.
Согласно одной из версий, население этого региона относилось к протокартвельским (древнегрузинским) племенам. Американский историк Рональд Григор Суни описал его как «важное племенное образование возможных протогрузин».
Согласно другой версии (к ней склонялся советский востоковед И. М. Дьяконов), эту страну населяли хурриты, а её северные части впоследствии были заняты древнегрузинскими племенами.
Обе версии являются являются лишь теоретически вероятными. Во второй половине I тыс. до н. э. население бассейна реки Чорох было арменизировано.

## История
В IX—VIII веках до н. э. страна Дайаэни была сильнейшим государством Армянского нагорья после Урарту.
В 845 году до н. э. на территорию Диаухи вновь пришли ассирийцы, и царь Салманасар III (858−824 до н. э.) покорил её. В его анналах записано:
В 15-й год моего правления я пошел на страну Наири. У истока Тигра я высек изображение моей царственности на скалах гор, где выходит вода, записал на нем победу моего могущества и пути моей отваги. Я прошел перевалом Тунибуни, поселения Араму урартского до истока Евфрата я разрушил, снес, сжег огнем. Я подошел к истоку Евфрата, принес жертвы моим богам, оружие Ашшура омыл в нем. Асиа, царь Дайану,6) обнял мои ноги. Подать и дань я получил от него, сделал изображение моей царственности и поставил в его городе.
Вскоре Диаухи стала объектом экспансии царей Урарту Менуа (ок. 810−786 до н. э.) и Аргишти I (786−764 до н. э.). Они несколько раз нанесли поражение царю Утупурши, который в итоге заплатил урартам богатую дань в виде скота, золота, серебра и меди.
В VIII веке до н. э., уже после разгрома, нанесенного урартами, северные земли Диаухи, предположительно, вошли в состав Колхиды (Колха). C 760-х годов до н. э. в надписях урартских царей Диаухи уже не упоминается, и на территории этой страны упоминается Колха.

## Правители
- Сиен — 1112 год до н. э.[20]
- Асия — третья четверть IX века до н. э.[17][21]
- Утупурси — вторая четверть VIII века до н. э.[17][21]

#### На русском языке
- Дьяконов И. М. Ассиро-вавилонские источники по истории Урарту // Вестник древней истории. — 1951. — № 2.
- Арутюнян Н. В. Биайнили-Урарту: Воен.-полит. история и вопр. топонимики. — 2-е изд. — СПб.: Изд-во С.-Петерб. ун-та, 2006. — Дайаэни (Диауехи): С. 349—350 (указ.).
- Арутюнян Н. В. Земледелие и скотоводство Урарту. — Ереван: Изд-во Акад. наук Армян. ССР, 1964. — Дайаэни (Диаухи): С. 216—217 (указ.).
- Арутюнян Н. В. Топонимика Урарту. — Ереван: Изд-во АН АрмССР, 1985.
- Гоготидзе С. Д. Локализация «стран» Даиаэн-Диаоха // Амирани: Вестн. Междунар. Кавказолог. науч.- исслед. обществ. ин-та. — Монреаль; Тбилиси, 2002. — [Т.] VI.
- Дьяконов И. М. Предыстория армянского народа: История Армян. нагорья с 1500 по 500 г. до н. э.: Хурриты, лувийцы, протоармяне. — Ереван: Изд-во АН АрмССР, 1968.
- История Древнего Востока. — [Кн. III:] От ран. гос. образований до древ. империй. — М.: Вост. лит., 2004. — Дайаэне (Диаухе): С. 852 (указ.), Таохи: С. 872 (указ.).
- Канделаки Д. А. Поход Тиглатпаласара I к «Верхнему морю» // Третьи международные Иналиповские чтения, (Сухум, 4-6 октября 2016 г.). — Сухум, 2017. — С. 204—218: карт.
- Меликишвили Г. А. Диаухи // Вестн. древ. истории. — 1950. — № 4. — С. 26 — 42.
- Меликишвили Г. А. Кулха: (Из древ. истории Юж. Закавказья) // Древний мир: Сб. ст. [Памяти В. В. Струве]. — М., 1962. — С. 319—326. — Диаухи: С. 320—322.
- Пиотровский Б. Б. Ванское царство: (Урарту). — М.: Вост. лит., 1959. — Диауехи: С. 424—425 (указ.).

#### На английском языке
- Ebeling [E.] Daia(e)ne / [Erich] Ebeling // Reallexikon der Assyriologie [und Vorderasiatischen Archäologie]. — Bd. 2: Ber — Ezur und Nachträge. — Berlin; Leipzig, 1938. — S. 101.
- Georgia. (2006). Encyclopædia Britannica. Retrieved February 14, 2006, from Encyclopædia Britannica Premium Service
- Kavtaradze G. L. An Attempt to Interpret Some Anatolian and Caucasian Ethnonyms of the Classical Sources // Sprache und Kultur. № 3 (Staatliche I. Tschawtschawadse Universitaet Tbilisi für Sprache und Kultur Institut zur Erforschung des westlichen Denkens). — Tbilisi, 2002.
- Petrosyan A. The Problem of Armenian Origins: Myth, History, Hypothesis — Washington, DC: Journal of Indo-European Studies Monograph, 2018. — Vol. No. 66. — 222 p. — ISBN 978-0-9845353-5-4, 978-0-9845353-6-1.
- Sagona, Antonio, Sagona, Claudia. Archaeology At The North-east Anatolian Frontier, I: An Historical Geography And A Field Survey of the Bayburt Province (Ancient Near Eastern Studies) (Hardcover), Peeters (January 30, 2005), ISBN 90-429-1390-8
- Suny, R. G. The making of the Georgian nation / R. G. Suny. — 2nd ed. — [Bloomington, IN] : Indiana University Press, 1994. — P. 45. — 418 p. — ISBN 0-253-20915-3.